# Katmandu (film)
Katmandu (Les Chemins de Katmandou) è un film del 1969 diretto da André Cayatte.
Il soggetto è tratto dal romanzo Les Chemins de Katmandou di René Barjavel.

## Trama
Lo studente Olivier ferisce un agente durante una manifestazione di protesta e per evitare la cattura lascia Parigi alla volta di Katmandu, dove vive il ricco padre. Si affida quindi ad un'organizzazione pacifista ma una volta giunto in India, anziché fermarsi nella località destinatagli prosegue per il Nepal. Scoprirà che il padre non è affatto ricco e che tira avanti facendo la guida nei safari e trafficando statue trafugate nei templi. Deluso dalla scoperta, dopo la morte di una giovane hippie incontrata durante il viaggio della quale si era innamorato, Olivier riprende la strada dell'India deciso ad impegnarsi nei compiti che l'organizzazione pacifista gli aveva affidato.

## Distribuzione
Il film venne distribuito nelle sale francesi a partire dal 26 settembre 1969.

### Date di uscita
- Francia (Les Chemins de Katmandou) - 26 settembre 1969
- Giappone (カトマンズの恋人) - 28 marzo 1970
- Finlandia (Katmandun kirous) - 15 maggio 1970
- Danimarca (Vejen til Katmandu) - 8 gennaio 1971
- Turchia (Mutluluk yollari) - marzo 1972
- USA (The Pleasure Pit) - 16 marzo 1972

## Critica
Il critico Morando Morandini nel suo dizionario riporta: «Efficace sul versante documentaristico, manca di calore, difetta d'ispirazione e brancola nella superficialità».